# Kotsjan
Kotsjan (Bulgaars: Кочан Kochan) is een dorp in het zuidwesten van Bulgarije. In december 2019 had het dorp een bevolking van 2.398 mensen. Het dorp ligt op ongeveer 961 meter hoogte in de vallei van de rivier de Kochanska reka.

## Bevolking
Met ongeveer 2.400 inwoners (peildatum 2019) is Kotsjan het grootste dorp in de gemeente Satovtsja en een van de grotere dorpen in de oblast Blagoëvgrad. Sinds de val van het communisme kampt het dorp echter met een geleidelijke bevolkingskrimp: tussen 1992 en 2019 nam het inwonertal met bijna 750 personen af (-23,4%).
|  |

In het dorp wonen nagenoeg uitsluitend etnische Bulgaren, die voornamelijk de islam belijden. Deze ‘Moslim-Bulgaren’ worden ook wel Pomaken genoemd in de volksmond.
| Etnische samenstelling van de respondenten (2011) | Etnische samenstelling van de respondenten (2011) | Etnische samenstelling van de respondenten (2011) | Etnische samenstelling van de respondenten (2011) | Etnische samenstelling van de respondenten (2011) |
| ------------------------------------------------- | ------------------------------------------------- | ------------------------------------------------- | ------------------------------------------------- | ------------------------------------------------- |
|                                                   |                                                   |                                                   |                                                   |                                                   |
| Bulgaren                                          | Bulgaren                                          |                                                   | 92,4%                                             | 92,4%                                             |
| Turken                                            | Turken                                            |                                                   | 0,3%                                              | 0,3%                                              |
| Roma                                              | Roma                                              |                                                   | 2,9%                                              | 2,9%                                              |
| Anders/Onbekend                                   | Anders/Onbekend                                   |                                                   | 4,4%                                              | 4,4%                                              |

## Afbeeldingen

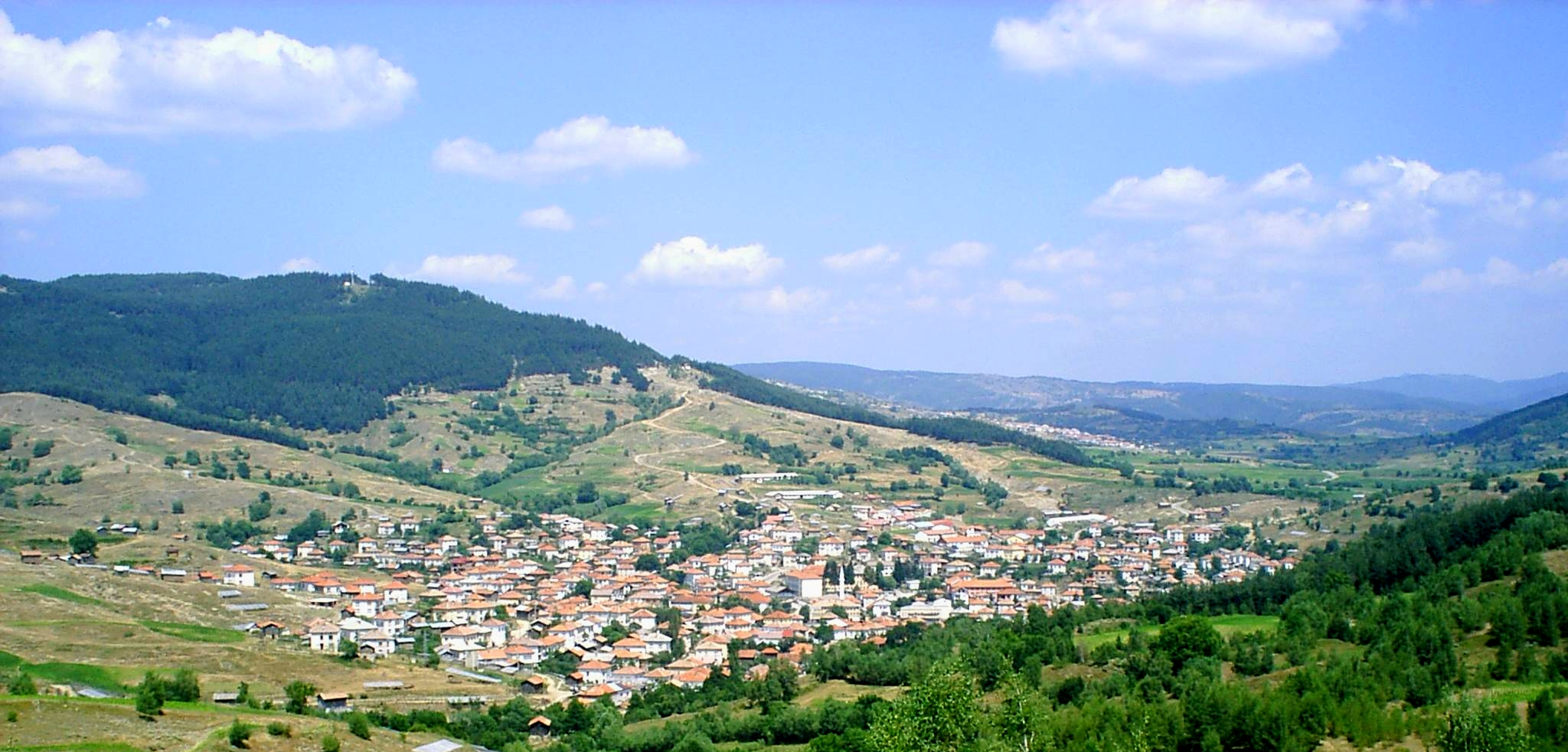
Uitzicht op het dorp Kotsjan
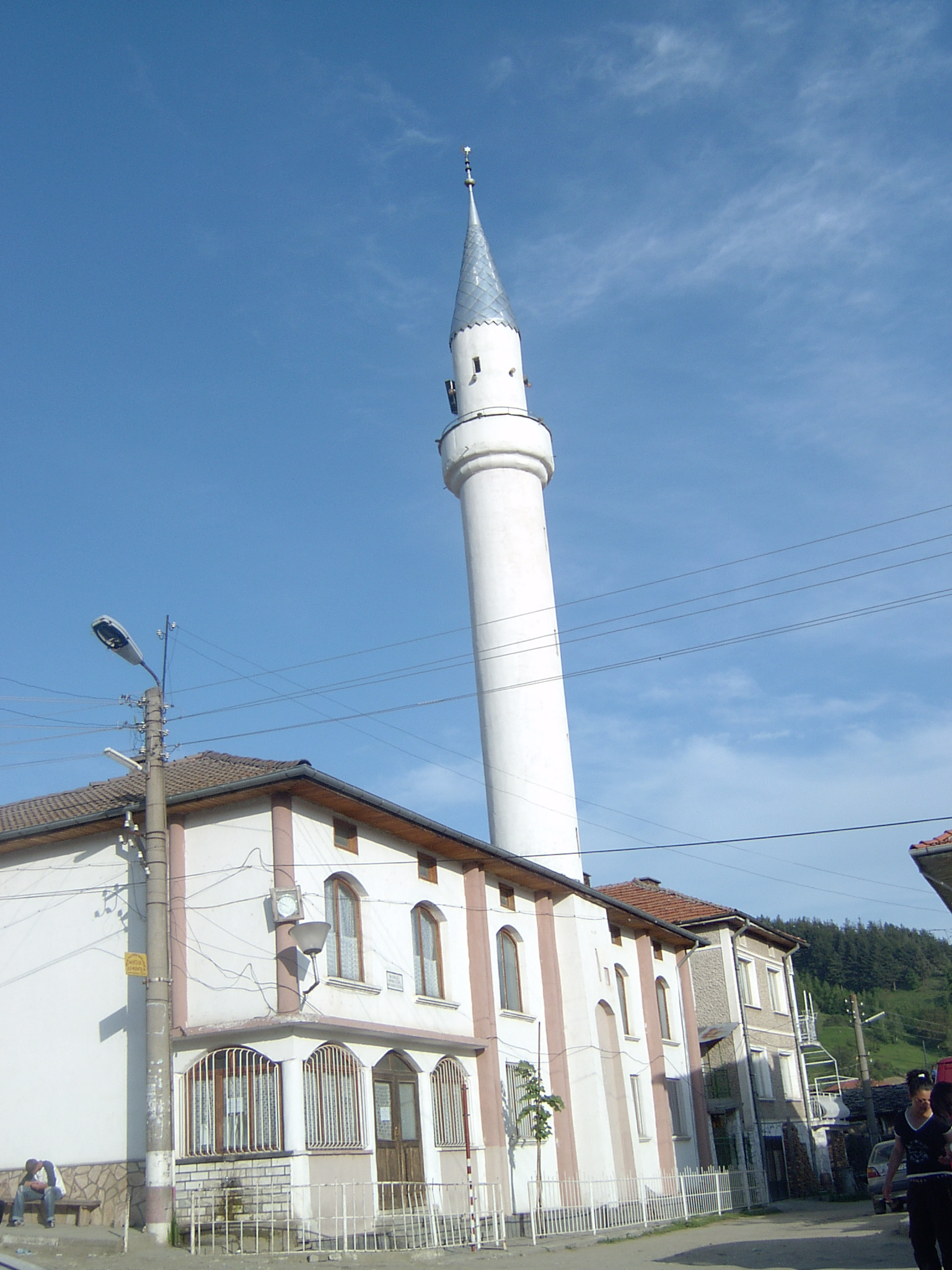
De moskee van Kotsjan
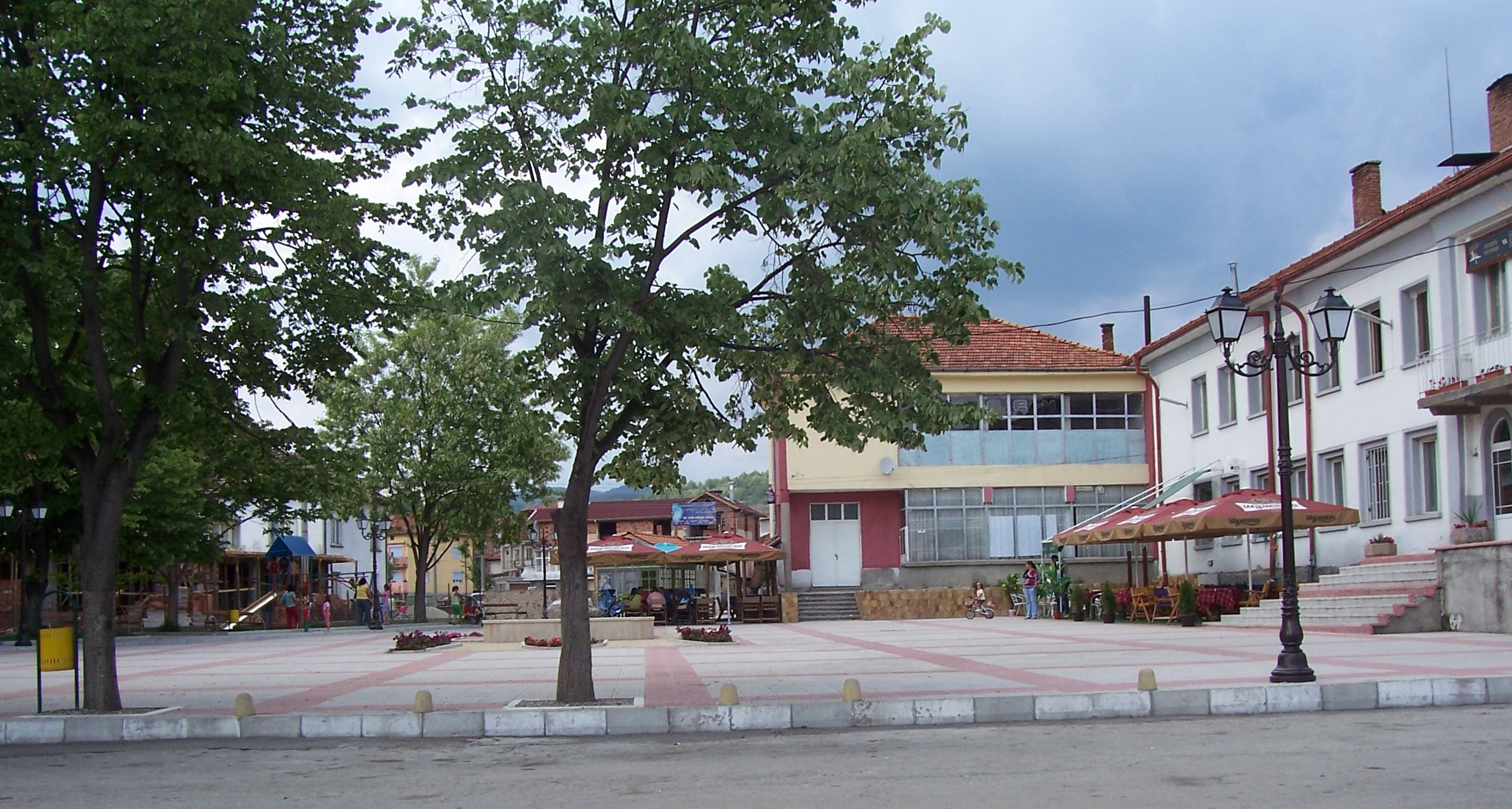
Het centrale plein